# Håkan Algotsson
Ulf Håkan Göran Algotsson (ur. 5 sierpnia 1966 w Tyringe) – szwedzki hokeista grający na pozycji bramkarza, Reprezentant Szwecji, olimpijczyk. Trener hokejowy.

## Kariera
- Tyringe SoSS (1983-1988)
- Västra Frölunda (1988-1999)
- Sportbund DJK Rosenheim (1999-2000)
- Västra Frölunda (2000-2001)

Aglotsson zaczynał karierę w Tyringe SoSS w roku 1983. Następnie spędził 11 sezonów w Västra Frölunda. W roku 1999 przeniósł się do niemieckiej ligi Deutsche Eishockey Liga do klubu Star Bulls Rosenheim, gdzie spędził 1 sezon, następnie powrócił do szwedzkiej Frölundy.
Uczestniczył w turniejach mistrzostw świata w 1992 oraz zimowych igrzysk olimpijskich 1994.

## Sukcesy
Reprezentacyjne
- Złoty medal mistrzostw świata: 1992
- Złoty medal zimowych igrzysk olimpijskich: 1994

Klubowe
- Srebrny medal mistrzostw Szwecji: 1996 z Västrą Frölunda